# Dictionnaire des artistes plasticiens de Belgique des XIXe et XXe siècles
Pour les articles homonymes, voir Piron.
Le Dictionnaire des artistes plasticiens de Belgique des XIXe et XXe siècles, communément appelé Le Piron, est un ouvrage de référence concernant les artistes plasticiens belges.

## Présentation
Peintres, dessinateurs, sculpteurs, photographes ou céramistes sont présentés avec des commentaires, de nombreuses données biographiques et une présentation de l’œuvre et de l'évolution de chaque artiste. Tout artiste de Belgique peut demander à figurer dans cet ouvrage par un envoi de formulaire auprès de la rédaction.
La nouvelle édition annoncée pour 2010 n'est jamais parue, à la suite de la faillite des éditions Artedis et la condamnation pour escroquerie des éditeurs en juillet 2017. La base de données en ligne nobel.be n'est plus accessible.